# Aus Liebe zum Spiel
Aus Liebe zum Spiel (Originaltitel: For Love of the Game) ist ein US-amerikanisches Sportdrama aus dem Jahr 1999. Regie führte Sam Raimi, das Drehbuch schrieb Dana Stevens anhand des gleichnamigen Romans von Michael Shaara aus dem Jahr 1991.

## Handlung
Der 40-jährige Billy Chapel ist ein Baseballspieler der Detroit Tigers, dessen Karriere als Pitcher sich dem Ende nähert. Er trifft in New York City vor dem letzten Saisonspiel seine Freundin Jane Aubrey, die ihm mitteilt, sie habe einen neuen Job in London bekommen. Chapel ist während des Spiels abgelenkt; in einer ersten Rückblende wird gezeigt, wie er fünf Jahre zuvor Jane kennenlernte. Sie hatte eine Autopanne, er half ihr und lud sie zum Spiel seiner Mannschaft ein.
Die nächste Rückblende zeigt Davis Birch, einen Teamkollegen von Chapel, der zu einer anderen Mannschaft nach New York wechselt. Chapel hilft dessen Familie beim Umzug. In einigen weiteren Rückblenden werden die Entwicklung der Beziehung mit Jane sowie ein Treffen Chapels mit Janes Tochter Heather – die studieren will – gezeigt. Während des Spielverlaufs packt Jane ihre Sachen zur Abreise nach London. Dass Chapel, während ihm diese Gedanken durch den Kopf gehen, kurz vor einem Perfect Game steht, wird ihm erst vor seinem letzten Inning bewusst, und obwohl er diese außergewöhnliche Leistung tatsächlich zu Ende bringt, kehrt Chapel nach dem Spiel niedergeschlagen in sein Hotel zurück. Am nächsten Morgen fährt er zum Flughafen, wo er Jane trifft, die am Flughafen das Spiel am Fernsehschirm verfolgt hat und ihren Flug nach London absichtlich verpasst hat, um das Spiel zu Ende schauen zu können. Der Film endet mit dem Happy End, dass sich beide aussöhnen.

## Kritiken
Das Lexikon des internationalen Films schrieb, der Film sei eine „überzeugend gespielte Kombination aus Sportfilm und Melodram“, die „weitgehend unterhaltsam und vor allem in den Baseball-Szenen spannend inszeniert“ sei.
Prisma lobt den Regisseur, ihm sei ein „stimmiges und gut gespieltes Porträt gelungen“.

## Auszeichnungen
Jena Malone und der Film als Bestes Drama wurden im Jahr 2000 für den Young Artist Award nominiert. Jena Malone wurde 2000 für den YoungStar Award und für den Blockbuster Entertainment Award nominiert. Der Film wurde 2000 für den Golden Reel Award der Motion Picture Sound Editors nominiert.
Die Deutsche Film- und Medienbewertung FBW in Wiesbaden verlieh dem Film das Prädikat wertvoll.
Kevin Costner wurde im Jahr 2000 als Schlechtester Darsteller für die Goldene Himbeere nominiert.

## Hintergründe
Der Film wurde in New York City und in einigen Orten in Colorado sowie in Kalifornien gedreht. Seine Produktionskosten betrugen schätzungsweise 50 Millionen US-Dollar. Kevin Costner begnügte sich mit einer niedrigeren Bezahlung als gewöhnlich, konnte dennoch sein Filmkonzept nicht durchsetzen. Es kam zum Zerwürfnis zwischen ihm und dem Produktionsunternehmen Universal Studios. Der Film spielte in den Kinos der Vereinigten Staaten ca. 35,17 Millionen US-Dollar ein. Für die Baseballszenen des Films wurde Costner von dem MLB-Baseballspieler Mike Buddie trainiert, als Darsteller für den Coach der gegnerischen Mannschaft wurde der erfolgreichste College-Trainer der Baseballgeschichte, Augie Garrido, engagiert.